# Katedra (jednostka organizacyjna)
Katedra – jednostka organizacyjna uczelni lub instytutu naukowego, o wąskiej dyscyplinie badań, mniejsza niż instytut, obejmująca zespół pracowników naukowo-dydaktycznych pracujących zazwyczaj pod kierunkiem profesora.
Obecnie w Polsce zastępowana często jest przez zakład, np. Zakład Historii Polski Nowożytnej Instytutu Historycznego. Katedra istnieje w strukturze niektórych szkół wyższych jako jednostka organizacyjna odpowiadająca zakładowi lub zrzeszająca kilka zakładów.